# Thomas Mejer

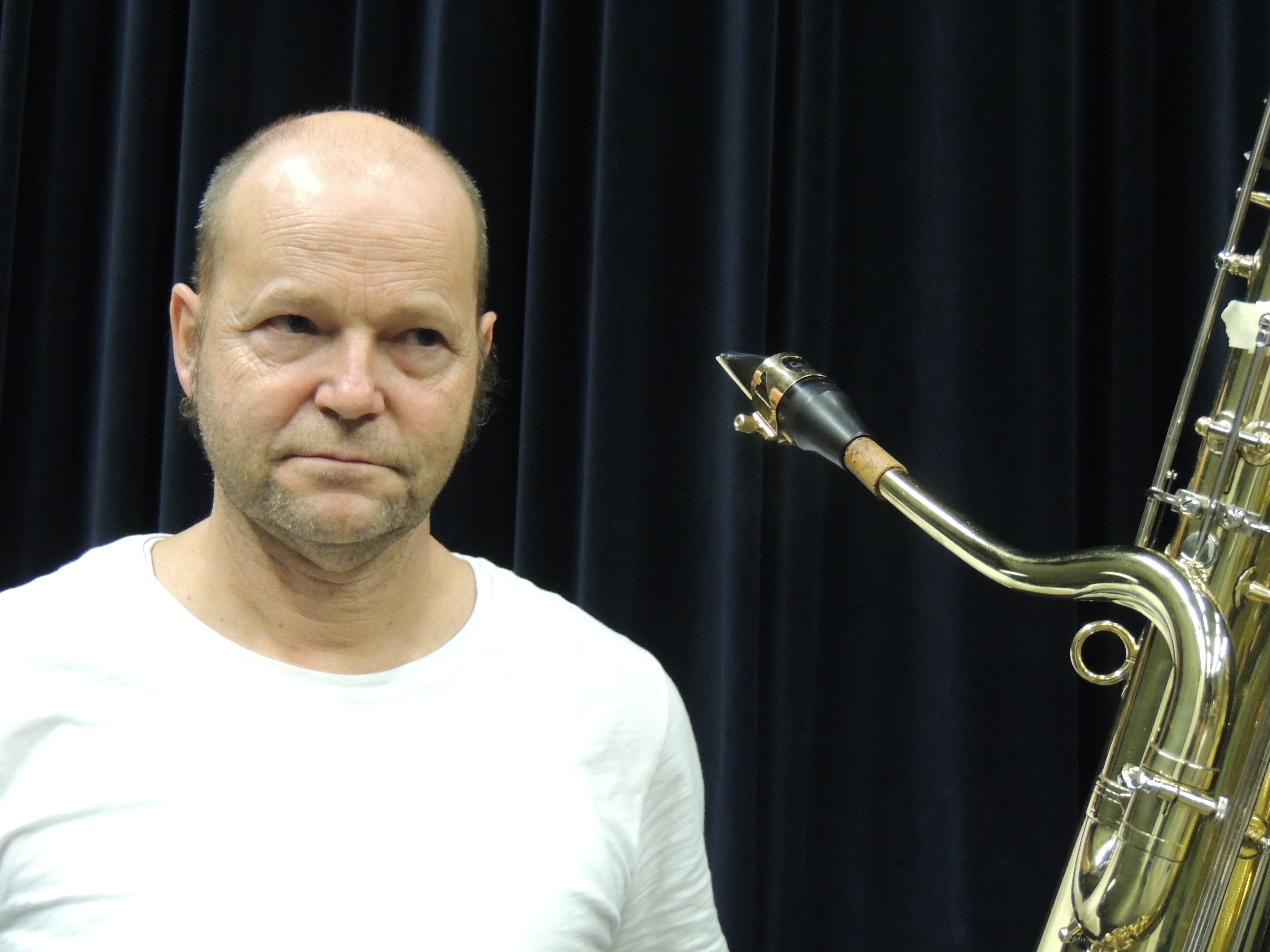
Thomas Mejer neben seinem Kontrabasssaxophon

Thomas K. J. Mejer (Thomas Kurt Josef Mejer; * 12. Juni 1961 in Luzern) ist ein Schweizer Saxophonist und Komponist. Er unterrichtet an der Hochschule Luzern Musik und leitet zudem das CD-Label earup, das sich experimenteller Musik widmet im Grenzbereich zwischen Neuer Musik und Jazz.

## Leben
Mejer studierte Saxophon bei Urs Leimgruber (Jazzschule Luzern), Marcus Weiss (Konservatorium Luzern) und Mick Green (Dartington College of Art, GB) und Komposition bei Vinko Globokar, Per Nørgård und Michael Finnissy (Sussex University). Seine Kompositionen wurden unter anderem vom Allegri Quartett, den BBC Singers, Ny Dansk Saxofon Kvartett, Cambridge New Music Players, Vision Saxofon-Quartett, basel sinfonietta und dem Moskau New Music Ensemble aufgeführt. Als Komponist beschäftigt er sich seit einigen Jahren bevorzugt mit gestimmten Geräuschen und anatomischen Rhythmen (Herzrhythmus, Puls, Atem).
Als Saxophonist spezialisierte sich Mejer auf das Kontrabasssaxophon und bevorzugt basslastige Formationen wie das KONTRA-Trio, Chicago Basses, TwoTubax, Masul, Keefe Jackson’s Likely So. Er improvisierte Musik u. a. mit Martin Schütz, Fredy Studer, Michael Zerang, Fred Lonberg-Holm, Keefe Jackson. Mit dem KONTRA-Trio war er auf Tourneen in England, Skandinavien, Russland, Indonesien und gastierte 2017 in Odessa am TwoNightsTwoDays-Festival sowie am Festival of electroacoustic music VOX ELECTRONICA in Lemberg.
Thomas Mejer war Projektmitarbeiter beim Webportal Willisau Jazz Archive.

## Werke und Kompositionen(Auswahl)
- 1989 The Minstrel is Entering Virtual Reality, für Oktett (fl, cl, oboe, hn, harp, vn, va, vc);  Jane Manings Minstrels @ Dartington GB, 24. August 1989 |
- 1990 Sulpizianische Bilderwelt, für Saxophonquartett (ss, as, ts, bs);  New Danish Saxophone Quartet @ Kopenhagen DK, 15. Juli 1993
- 1994 Ahn-Nachtung, für Kammerorchester;  Orchestre della Svizzera italiana @ Settimane Musicali d'Ascona, Locarno CH, 8. Oktober 1998
- 2001 sulphur, für 3 improvisierende Solisten und grosses Orchester;   Koch-Schütz-Studer & Basel Sinfonietta (Peter Rundel) @ Lucerne Festival CH, 16. August 2002
- 2013 Princes‘ Balls‘, für Nonett (fl, cl, vn, vc, pno, perc, cbfl, cbs tuba);   Moscow Contemporary Music Ensemble & KONTRA-Trio @ Centre for Contemporary Music Vinsavod, Moskau RU, 7. Oktober 2013
- 2014 Towards Capillary Attraction, für Tentett (fl, ob, cl, bn, hn, 2vn, va, vc, cb);   Ensemble Montaigne (Andreas Brenner) @ Neubad Luzern CH, 5. Oktober 2014
- 2014 Macula Matris, für 7 Tänzer, 7 Sprecher und 7 Musiker (fl, cl, bn, trb, vc, harp, perc); Ensemble Phoenix Basel (Leitung Jürg Henneberger), TIP bewegungs-art-freiburg (Choreographie: Angelika Aechter), Sprecher SRF (Leitung: Ernst Süss) @ Neubad Luzern CH, 4. September 2015
- 2017 Rusty Engines Resume, für Sextett (fl, cl, vn, vc, perc, pno);   Moscow Contemporary Music Ensemble & Thomas K. J. Mejer  @ Arkhangelsk Philharmonics, Arkhangelsk RUS, 2. November 2017

## Auszeichnungen (Auswahl)
- 1993 und 1998 Werkbeitrag von Stadt und Kanton Luzern
- 2003 Artist residency in Chicago
- 2017 Atelierstipendium der Landis&Gyr Stiftung in Budapest